# Stara Kordegarda w Warszawie
Stara Kordegarda, Kordegarda Wschodnia – budynek kordegardy powstały w latach 1791–1792 jako część kompleksu pałacowego Łazienek. Dawniej mieszkali w niej wartownicy, strzegący drogi do pałacu Na Wyspie.
Zaprojektowana została przez Jana Christiana Kamsetzera. Niegdyś stała przy wschodniej drodze prowadzącej do pałacu Na Wyspie.

## Historia
Kordegardę wzniesiono na polecenie króla Stanisława Augusta i nazwano „Nową”, by odróżnić ją od  Starej Kordegardy, strzegącej wjazdu po drugiej stronie Stawu Północnego. Kiedy dawną Starą Kordegardę przebudowano w roku 1830 zamieniono nazwy Kordegard tak, że starsza nosi nazwę „Nowej”, a nowsza „Starej”. 
Budynek jest położony na wschodnim brzegu południowego stawu, do którego zwrócony jest frontem. Ozdobiono go kamienną kolumnadą toskańską, składającą się z czterech kolumn, ujętą w segmenty pełnego muru z arkadowymi otworami. Jest ona zwieńczona balustradowo-cokołową, kamienną attyką. 
Pierwotnie skraje fasady ozdobione były panopliami. W obniżonych boniowaniem elewacjach bocznych budynek jest piętrowy, natomiast elewacja tylna ma obniżoną, do wysokości parteru, część środkową. W XVII wieku przed budynkiem znajdował się również brukowany plac. Ustawione były na nim trzydzieści dwa „kołki” na broń. Kordegarda została zbudowana tak, by wiązała się wyglądem z północną fasadą Pałacu na Wyspie.
W roku 1958 Kordegarda poddana została przebudowie - usunięto strop łącząc w ten sposób dwie kondygnacje, odnowiono front i elewacje boczne, a także zamurowano tylne wejścia. Renowacja ta była niezbędna, gdyż budowlę tę zniszczono podczas II wojny światowej.
Obecnie Stara Kordegarda jest obszarem działań Ośrodka Edukacji Muzealnej Muzeum Łazienki Królewskie. Ośrodek w swojej działalności prowadzi spotkania i dyskusje, wykłady, warsztaty, kursy, projekcje filmowe, zajęcia łączące spacery po Łazienkach Królewskich z historią miejsca i rozwojem artystycznym. Grupami docelowymi dla Ośrodka Edukacji Muzealnej do których kierowane zajęcia są dzieci, młodzież, dorośli i seniorzy. Nacisk jest rozłożony równomiernie między grup defaworyzowane w dostępie do sztuki i tych, którzy sztuką się interesują oraz tych, którzy nie mają z nią za wiele wspólnego.
Stara Kordegarda wpisuje się w idee "social place" zaczerpniętej z muzeów sztuki nowoczesnej zachodniej Europy. Jest to miejsce spotkań ludzi o różnych zainteresowaniach, którzy mogą rozwijać siebie poprzez kontakt z osobami o zupełnie innych zainteresowaniach, albo z zupełnie innego pokolenia. Sztuka w każdej formie stanowi tu most do łączenia pokoleń.
Ośrodek Edukacji Muzealnej inicjuje wiele działań opartych na dostępnej źródłowości, czyli m.in. zasobach architektonicznych, zbiorach, kolekcjach. Udostępnia do tego przestrzeń Starej Kordegardy, nowoczesnych multimedia, narzędzia audio i wideo. Refleksji opartej na relacji natury z kulturą i miejscem człowieka sprzyja łączność obiektów architektonicznych i założenia ogrodowego Łazienek Królewskich.